# Louis Lambilotte
Louis Lambilotte S.J. (Lahamaide, 27 maart 1796 – Vaugirard, Parijs, 22 februari 1855) was een Belgisch musicoloog en organist.
Hij kreeg al vanaf zijn zevende les in solfège, piano en harmonieleer. Eenmaal vijftien werd hij organist te Charleroi, waarna nog een aantal aanstellingen als organist volgden, zoals in Dinant. Zo was hij vanaf 1820 als koorleider en organist te vinden in het jezuïetenklooster van Saint-Acheul te Amiens. Ondertussen de klassieken studerend, liet hij zich in 1825 opnemen in de Jezuïetenorde.
In de loop van zijn verdere leven wendde hij zich steeds meer tot componeren, waarbij het de religieuze en wereldlijke muziek probeerde te combineren. Hij kon daarin steeds verder gaan omdat hij steevast de beschikking had over zangers en instrumentalisten uit zijn eigen opleiding aan de diverse instanties. Het resultaat was een aantal motetten, oratoria en cantates, meest vierstemmig en met orkestbegeleiding. Sommige daarvan werden gepubliceerd in hun oorspronkelijke vorm; Lambilotte had daar later spijt van, dat hij ze niet voor uitgave gereviseerd had. Toch bleven zijn stukken hun weg naar de zangwereld vinden, al is hij heden ten dage bijna geheel vergeten.
Dit alles combineerde hij met een studie naar gregoriaanse muziek. In de loop der eeuwen waren er in zijn ogen steeds meer foutjes in de uitvoeringspraktijken geslopen. Lambilotte probeerde met het achterhalen en vergelijken van originele manuscripten en allerhande documenten tot de zuivere versie te komen. Uit die studie kwam Antiphonaire de Saint-Grégoire (1851) voort.
- Biblioteca Nacional de España: XX1336813
- Bibliothèque nationale de France: cb14843511p (data)
- Gemeinsame Normdatei: 1055376062
- International Standard Name Identifier: 0000 0001 1055 3715
- Library of Congress Control Number: no93008619
- MusicBrainz: 60582ab5-2b2a-428d-89d2-c0291b4953ac
- Nationale Bibliotheek van Tsjechië: mzk2011620655
- Nederlandse Thesaurus van Auteursnamen: 075217945
- Istituto Centrale per il Catalogo Unico: VEAV060054
- SNAC: w6127shq
- Système universitaire de documentation: 151287740
- Virtual International Authority File: 37184184
- WorldCat: E39PBJd3JWxqXxw7TptXVmymVC